# Calciatore sudamericano dell'anno 1996
Il premio di calciatore sudamericano dell'anno per il 1996 fu assegnato a José Luis Chilavert, calciatore paraguaiano del Vélez Sarsfield.

## Classifica
| Pos. | Calciatore          | Naz.      | Punti | Club             |
| ---- | ------------------- | --------- | ----- | ---------------- |
| 1.   | José Luis Chilavert | Paraguay  | 80    | Vélez Sarsfield  |
| 2.   | Enzo Francescoli    | Uruguay   | 69    | River Plate      |
| 3.   | Ariel Ortega        | Argentina | 41    | River Plate      |
| 3.   | Carlos Valderrama   | Colombia  | 41    | Tampa Bay Mutiny |
| 5.   | Francisco Arce      | Paraguay  | 27    | Grêmio           |
| 6.   | Carlos Gamarra      | Paraguay  | 26    | Cerro Porteño    |
| 7.   | Marcelo Salas       | Cile      | 23    | River Plate      |
| 8.   | Roberto Acuña       | Paraguay  | 18    | Independiente    |
| 8.   | Juan Pablo Sorín    | Argentina | 18    | River Plate      |
| 10.  | Celso Ayala         | Paraguay  | 17    | River Plate      |